# Persondataloven
Persondataloven er en tidligere dansk lov, der regulerede hvornår og hvordan personoplysninger må behandles. Som hovedregel regulerede persondataloven al elektronisk behandling af personoplysninger, men regulerede desuden også for manuel behandling af personoplysninger indeholdt i et register. Loven gjaldt for private virksomheder, foreninger og organisationer samt offentlige myndigheder (undtagen behandlinger foretaget for Politiets Efterretningstjeneste og Forsvarets Efterretningstjeneste). 
Loven blev ophævet i 2018 i forbindelse med vedtagelsen af Databeskyttelsesloven og ikrafttræden af Databeskyttelsesforordningen.

## Behandlingsregler
Persondataloven opdelte personoplysninger i tre typer:
- Følsomme oplysninger
- Oplysninger om andre rent private forhold
- Almindelige ikke-følsomme oplysninger

Persondataloven indeholder nogle generelle behandlingsregler, som altid skal være opfyldt, hvilket blandt andet er, at der skal være et sagligt formål for enhver behandling af personoplysninger. For de forskellige personoplysningstyper findes der forskellige betingelser og procedurer for behandling af oplysninger. 

## Rettigheder
Persondataloven gav den registrerede en række rettigheder:
- Ret til indsigt i de oplysninger, der behandles om den registrerede.
- Ret til at få information om, at der indsamles oplysninger om den registrerede.
- Ret til at få slettet eller rettet urigtige oplysninger.

Som hovedregel skal alle behandlinger af personoplysninger anmeldes til Datatilsynet, men loven indeholder alligevel flere undtagelser til anmeldelsespligten. 
Loven omfatter desuden måden og tidsrummet oplysninger skal udleveres på. Artikel 12 fastslår nemlig, at personoplysinger skal udleveres på skrift og inden for en måned efter forespørgslen.  

## Lovens område
Loves område beskrives i §1 og §2 i Persondataloven. I §2 stk. 3 fremgår det, at loven ikke omfatter fysiske personer, der udøver aktiviteter af ren privat karakter. I §2 stk. 11 fremgår det, at loven ikke gælder for behandlinger, der udføres for Politiets Efterretningstjeneste og Forsvarets Efterretningstjeneste. At Forsvarets Efterretningstjeneste ikke er omfattet af loven, er blandt andet blevet kritiseret af formanden for Rådet for Digital Sikkerhed Birgitte Kofod Olsen og professor i it-ret Søren Sandfeld Jakobsen.

## Fodnoter
1. ↑  Hemmelig tjeneste får magten over private data - Politiken.dk